# Krystyna Pietrych
Krystyna Barbara Pietrych (ur. 1960) – polska historyczka literatury, wykładowczyni Uniwersytetu Łódzkiego.

## Życiorys
Krystyna Pietrych w 1987 ukończyła na Uniwersytecie Łódzkim studia na kierunku filologia polska. W 1996 w Instytucie Badań Literackich Polskiej Akademii Nauk obroniła napisaną pod kierunkiem Aliny Kowalczykowej pracę doktorską w zakresie literaturoznawstwa pt. Poezja Aleksandra Wata. Wokół „Wierszy śródziemnomorskich”. W 2010 na Uniwersytecie Łódzkim habilitowała się w dziedzinie nauk humanistycznych, specjalność literaturoznawstwo polskie, przedstawiwszy dzieło „Co poezji po bólu?” Empatyczne przestrzenie lektury. W 2023 otrzymała tytuł profesora nauk humanistycznych w dyscyplinie literaturoznawstwo.
W latach 1993–1996 pracowała na stanowisku asystentki Instytutu Filologii Polskiego Wydziału Humanistycznego Wyższej Szkoły Pedagogicznej w Kielcach. W 1996 rozpoczęła pracę w Katedrze Literatury Polskiej XX i XXI wieku Wydziału Filologicznego Uniwersytetu Łódzkiego. Od 2013 związana z Zakładem Literatury i Tradycji Romantyzmu Instytutu Filologii Polskiej i Logopedii Wydziału Filologicznego Uniwersytetu Łódzkiego, w późniejszym okresie jego kierowniczka.
Jej zainteresowania naukowe obejmują takie zagadnienia jak: XX-wieczna poezja polska (w tym twórczość Bolesława Leśmiana, Juliana Tuwima, Krzysztofa Kamila Baczyńskiego, Aleksandra Wata, Wisławy Szymborskiej, Zbigniewa Herberta, Mirona Białoszewskiego, Stanisława Barańczaka, Jarosława Iwaszkiewicza, Tadeusza Różewicza, Czesława Miłosza), związki literatury i religii, zjawiska obecne w literaturze najnowszej, możliwość reprezentacji w sztuce, a zwłaszcza w poezji doświadczeń granicznych (cierpienie, umieranie, śmierć), problematyka granic tekstualizacji egzystencji w prozie zarówno fikcjonalnej, jak i niefikcjonalnej.
Redaktorka naczelna czasopisma „Czytanie Literatury. Łódzkie Studia Literaturoznawcze”.